# Wehrliola fasciata
Wehrliola fasciata är en fjärilsart som beskrevs av Wagner 1931. Wehrliola fasciata ingår i släktet Wehrliola och familjen mätare. Inga underarter finns listade i Catalogue of Life.